# Раздерягино
Раздеря́гино — деревня в Ветлужскомо районе Нижегородской области, входит в состав Макарьевского сельсовета.

## География
Деревня находится на правом берегу реки Ветлуга.

### Часовой пояс
Деревня Раздерягино, как и вся Нижегородская область, находится в часовой зоне МСК (московское время). Смещение применяемого времени относительно UTC составляет +3:00.

## Население
| 1999 | 2002 | 2010 |
| ---- | ---- | ---- |
| 55   | ↘53  | →53  |